# Ligue de diamant 2011 - 3 000 m steeple féminin
L'épreuve du 3 000 mètres steeple féminin de la Ligue de diamant 2011 se déroule du 6 mai au 16 septembre 2011. La compétition fait successivement étape à Doha, Rome, New York, Lausanne, Birmingham et Londres, la finale ayant lieu à Bruxelles peu après les Championnats du monde de Daegu.

## Calendrier
| Date              | Meeting                         | Ville      | Pays        |
| ----------------- | ------------------------------- | ---------- | ----------- |
| 6 mai 2011        | Qatar Athletic Super Grand Prix | Doha       | Qatar       |
| 26 mai 2011       | Golden Gala                     | Rome       | Italie      |
| 11 juin 2011      | Meeting de New York             | New York   | États-Unis  |
| 30 juin 2011      | Athletissima                    | Lausanne   | Suisse      |
| 10 juillet 2011   | Aviva Birmingham Grand Prix     | Birmingham | Royaume-Uni |
| 5-6 aout 2011     | London Grand Prix               | Londres    | Royaume-Uni |
| 16 septembre 2011 | Mémorial Van Damme              | Bruxelles  | Belgique    |

## Résultats
| Date | Meeting    | 1er                                  | 1er   | 2e                               | 2e    | 3e                                     | 3e    |
| --- | ---------- | ------------------------------------ | ----- | -------------------------------- | ----- | -------------------------------------- | ----- |
| 6 mai 2011 | Doha       | Milcah Cheywa 9 min 16 s 44 (WL, MR) | 4 pts | Mercy Njoroge 9 min 16 s 94 (PB) | 2 pts | Lydia Rotich 9 min 19 s 20             | 1 pt  |
| 26 mai 2011 | Rome       | Milcah Cheywa 9 min 12 s 89 (WL)     | 4 pts | Sofia Assefa 9 min 15 s 04 (NR)  | 2 pts | Habiba Ghribi 9 min 20 s 33            | 1 pt  |
| 11 juin 2011 | New York   | Milcah Cheywa 9 min 27 s 29          | 4 pts | Sofia Assefa 9 min 27 s 37       | 2 pts | Gulnara Samitova-Galkina 9 min 29 s 75 | 1 pt  |
| 30 juin 2011 | Lausanne   | Milcah Cheywa 9 min 19 s 87 (MR)     | 4 pts | Sofia Assefa 9 min 20 s 50       | 2 pts | Mercy Njoroge 9 min 20 s 51            | 1 pt  |
| 10 juillet 2011 | Birmingham | Sofia Assefa 9 min 25 s 87 (MR)      | 4 pts | Almaz Ayana 9 min 30 s 27        | 2 pts | Fionnuala Britton 9 min 37 s 93        | 1 pt  |
| 5-6 aout 2011 | Londres    | Milcah Cheywa 9 min 22 s 80          | 4 pts | Hiwot Ayalew 9 min 23 s 88 (PB)  | 2 pts | Mercy Njoroge 9 min 27 s 45            | 1 pt  |
| 16 septembre 2011 | Bruxelles  | Yuliya Zaripova 9 min 15 s 43 (MR)   | 8 pts | Habiba Ghribi 9 min 16 s 57      | 4 pts | Mercy Njoroge 9 min 20 s 09            | 2 pts |
| Records et Performances - AR : Record continental (area record) - CR : Record des championnats (championship record) - MR : Record du meeting (meet record) - NR : Record national (national record) - OR : Record olympique (olympic record) - PR : Record paralympique (paralympic record) - PB : Record personnel (personal best) - SB : Meilleure performance personnelle de la saison (season's best) - WL : Meilleure performance mondiale de l'année (world leader) - WJR : Record du monde junior (world junior record) - WR : Record du monde (world record) Circonstances et Conditions - DNF : N'a pas terminé (did not finish) - DNS : N'a pas pris le départ (did not start) - DQ : Disqualification (disqualification) - NM : Aucun essai valable enregistré (No Mark) - Q : Qualifié « directement » au prochain tour (ou à la prochaine compétition), lors d'une compétition majeure, grâce au classement ou à la réalisation des minima (automatic qualifier) - q : Qualifié au prochain tour (ou à la prochaine compétition), lors d'une compétition majeure, grâce au repêchage ou à la réalisation de l'une des meilleures performances parmi celles des « non qualifiés directement » (grâce au meilleur temps ou à la meilleure distance par exemple) (secondary qualifier) |            |                                      |       |                                  |       |                                        |       |

## Classement général
- Classement final[1] :

| Rang | Athlète         | Points |
| ---- | --------------- | ------ |
| 1    | Milcah Cheywa   | 20     |
| 2    | Sofia Assefa    | 10     |
| 3    | Yuliya Zaripova | 8      |
| 4    | Mercy Njoroge   | 6      |
| 5    | Habiba Ghribi   | 5      |
| 6    | Hiwot Ayalew    | 2      |